# Sporting Clube de Bissau
L'Sporting Clube de Bissau és un club de futbol de Guinea Bissau de la ciutat de Bissau. Els seus colors són el verd i el blanc.

## Palmarès
- Lliga de Guinea Bissau de futbol:[2]
  - 1983, 1984, 1986, 1991, 1992, 1994, 1997, 1998, 2000, 2002, 2004, 2005, 2007, 2021
- Copa de Guinea Bissau de futbol:[3]
  - 1976, 1983, 1986, 1987, 1991, 2005
- Supercopa de Guinea Bissau de futbol:
  - 2004, 2005